# ブルック・リマ
ブルック・リマ（Brooke Lima、1988年3月21日-）は、主にインターネット・ウェブ上で活動しているアメリカ合衆国のネットアイドル・漫画家・モデルである。

## 人物
ロサンゼルスのハイスクールを卒業した2006年より活動を始める。現在 "EAdultGames.com" のスポークスパーソン、シンボルであり、同時に彼女自身の公式ウェブサイト "BrookeLima.com" のホステスを務め、大部分が男性である会員のために定期的に彼女自身のセクシーな画像を提供している。
漫画家としての才能もあり、自身のウェブサイト上で『Amazing Girl』など数作の漫画を発表している。南カリフォルニアで開催される多くのコミックイベント、特にサンディエゴのコミコン・インターナショナルの常連でもある。またロサンゼルスのアダルトコンなどのイベントにも出演している。

## 興味
彼女によれば、頭の中が解剖学の講義に関する書物に占められていない時は、ヴァイオリン、サックスの練習をし、フランス語を勉強し、ピラティス・メソッドやヨーガの鍛錬をしている。地図上を旅するのも好きであり、国境なき医師団とともにアフリカへ旅立ち、人々を助けたいと考えている。 人生の目標はロサンゼルスに定着し、自身のメディカルスパを持つ事である。

## 嗜好
好きな映画は『Ｐ.Ｓ. アイラヴユー』、『幸福の条件』、『ロミオ+ジュリエット』、『幸せになるための27のドレス』、『スラムドッグ$ミリオネア』、『ツァイトガイスト』、好きなミュージシャンはランドン・ピッグ、ファイン・フレンジー、フアネス、クリスティーナ・アギレラ、アデル、コールドプレイ、インキュバス、ジョン・メイヤーである。好きな飲み物はレッドブル、ロックスター、ドクターペッパー、ロベックスジュース（スムージー）、好きな食べ物はブラジル料理、パスタ、ピザ、チャーハンである。